# Manuel de la Bárcena

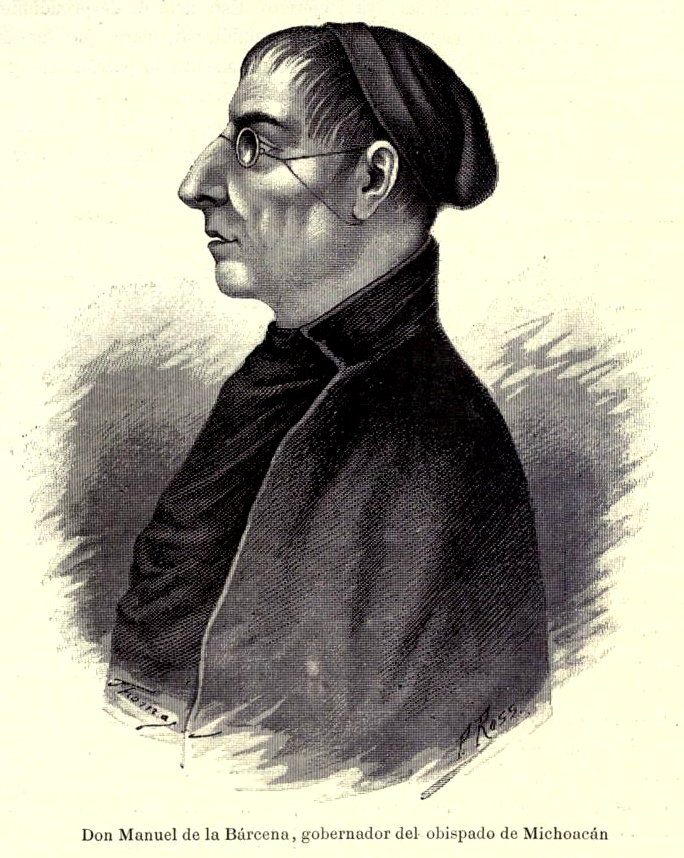

Manuel de la Bárcena y Arce (Azoños, Cantabria, 10 de abril de 1768 - Ciudad de México, 6 de junio de 1830) fue un sacerdote católico que residió en la Nueva España durante el proceso de independencia. Fue opositor del movimiento insurgente pero simpatizó con el Plan de Iguala y Agustín de Iturbide.

## Semblanza biográfica
Fue hijo de Francisco Antonio de la Bárcena y Manuela Arce. Durante su juventud se trasladó a Valladolid (hoy Morelia) en la Nueva España, ingresó al Seminario diocesano y se ordenó sacerdote. En 1793, obtuvo un doctorado en Teología en la Real y Pontificia Universidad de México.
Apoyado por el obispo de Valladolid, Antonio de San Miguel, fue nombrado canónigo lectoral en la Catedral de Valladolid, más tarde se desempeñó como chantre, tesorero y arcediano. Fue lector de obras cuyos autores eran considerados herejes. Entabló amistad con Manuel Abad y Queipo y con Miguel Hidalgo.
Durante la crisis política en México de 1808 tomó partido por la destitución del virrey José de Iturrigaray y por las excomuniones promulgadas por Abad y Queipo. Durante la ausencia de este último asumió la gobernación de la mitra. Se opuso al movimiento de los insurgentes durante la Independencia de México. Se le considera miembro de la Conspiración de La Profesa. Apoyó el Plan de Iguala proclamado por Agustín de Iturbide, con quien se reunió en septiembre de 1821. Fue firmante del Acta de Independencia del Imperio Mexicano y miembro de la Regencia del Imperio Mexicano. Fue condecorado con la Gran Cruz de la Orden de Guadalupe. Murió en la Ciudad de México cuando era Arcediano de la Catedral de Morelia, el 6 de junio de 1830.

## Obras publicadas
- Elogio fúnebre de fray Antonio de San Miguel (1805)
- Sermón de gracias en la solemne proclamación de Fernando VII en Valladolid de Michoacán (1808)
- Exhortación pronunciada en la Catedral de Valladolid de Michoacán con motivo de la constitución de la monarquía española (1813)
- Manifiesto al mundo sobre la justificación de la Independencia del Estado mexicano (1821)
- Manifiesto a los hombres de la injusticia que se llama justicia (1822)